# فهرست میراث جهانی در آلمان

## فهرست میراث جهانی
1. آبسراهای پیش از تاریخ پیرامون آلپ
2. آثار معماری لو کوربوزیه
3. آوگسبورگ
4. آیسلبن
5. اشترالزوند
6. بابلسبرگ
7. بازیلیکا کنستانتین
8. باغ شاهی دساو-ورولیتزر
9. بامبرگ
10. باوهاوس
11. برگپارک ویلهلمس‌هوهه
12. برمر مارکت‌پلاتز
13. برمر مارکت‌پلاتز
14. برمن رولاند
15. بلودر پوتسدام
16. پفاونینزل
17. پورتا نیگرا
18. تری‌یر
19. جزیره موزه
20. جنگل‌های کهنسال راش کارپات و مناطق دیگر اروپا
21. خانه اپرای مارگریویال
22. خانه شیلی
23. دانویرک
24. دریای وادن
  1. رزیدنتس وورتسبورگ
25. رگنسبورگ
26. رودزهایم آم راین
27. ساختمان‌های مسکونی مدرنیسم برلین
28. سالن شهر برمن
29. سامانه آبیاری اوبر هارتس
30. کاخ سانسوسی
31. شلسویگ-هولشتاین وادن زا ناتسیونال پارک
32. شهرک انباری هامبورگ
33. صومعه ماولبرون
34. کاخ آگوستوس بورگ
35. کاخ‌ها و پارک‌های پوتسدام و برلین
36. کارخانه فاگوس
37. کلیسای جامع آخن
38. کلیسای جامع اشپیر
39. کلیسای جامع تری‌یر
40. کلیسای جامع سنت مری (هیلدسهایم)
41. کلیسای جامع کلن
42. کلیسای جامع ناومبورگ
43. کلیسای سنت مایکل (هیلدسهایم)
44. کلیسای شاهی کروی
45. کوئدلیندبورگ
46. گسلار
47. گودال میسل
48. لرش (راینگاو)
49. لرش ابی
50. لوبک
51. لوور زاکسون وادن زا ناتسیونال پارک
52. مجموعه سنت‌گرایی وایمار
53. مجموعه صنعتی معدن زغال سنگ زولورین
54. موسکائو (بوستان)
55. هدیبی
56. هولستین تور
57. وارتبورگ (قلعه)
58. وایمار
59. ویتنبرگ
60. ویسکخه
61. ویسمار